# 島根県立津和野高等学校

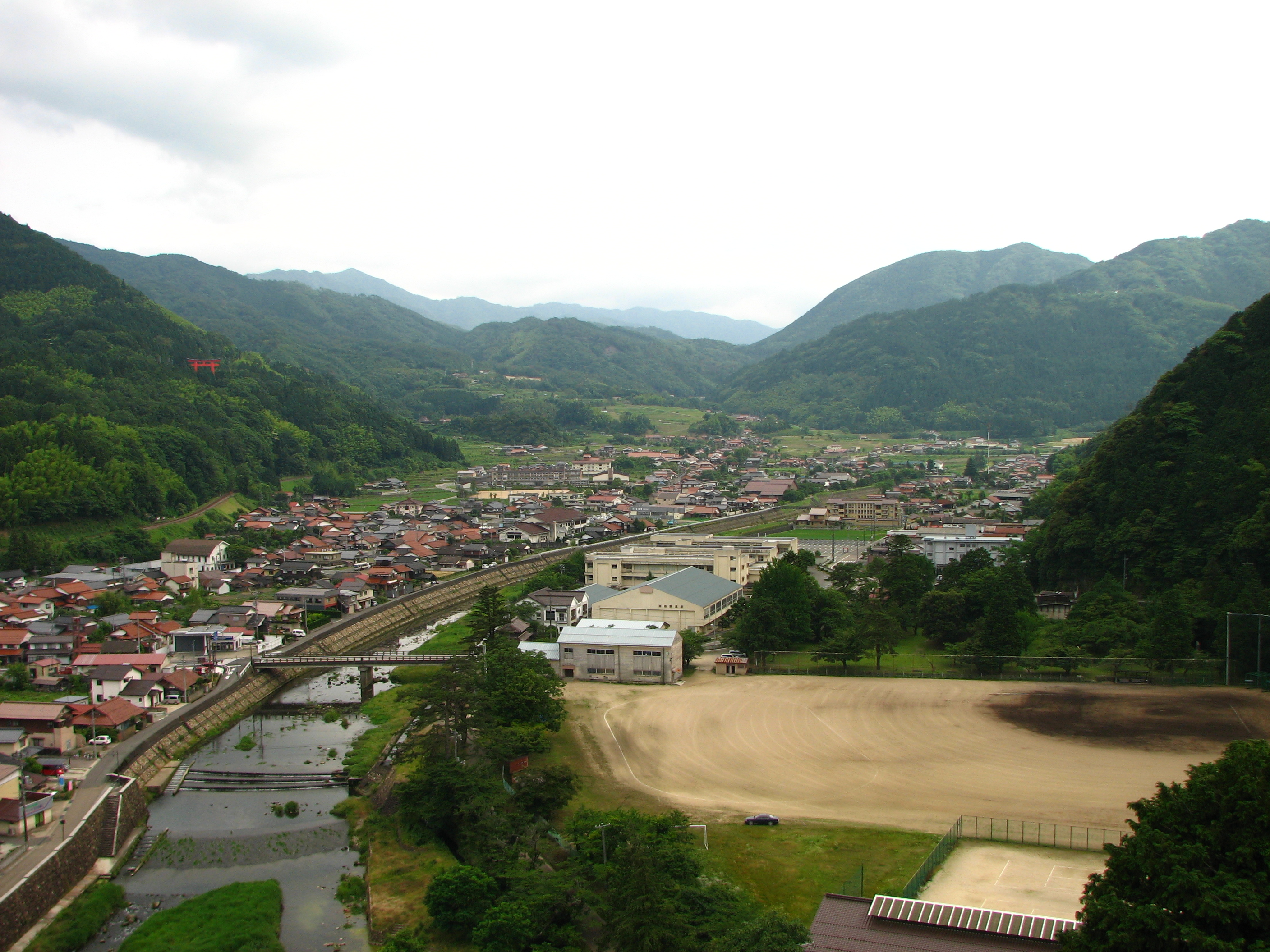
太皷谷稲成神社から見る津和野高等学校と津和野の町並み

島根県立津和野高等学校（しまねけんりつつわのこうとうがっこう, Shimane Prefectural Tsuwano High School）は、島根県鹿足郡津和野町に所在する公立の高等学校。略称「津高」（つこう）。

## 概要
歴史
1908年（明治41年）に開校した「鹿足郡立高等女学校」を前身とする。1948年（昭和23年）の学制改革の際に新制高等学校「島根県立津和野第二高等学校」（女子校）が発足した翌年、旧制中学校を前身とする「島根県立津和野第一高等学校」（男子校）と統合され、男女共学の「島根県立津和野高等学校」（現校名）となった。
設置課程・学科
全日制課程 普通科
教育目標
- 学業に情熱を傾け、真実を追求する態度を養う。
- 個性を生かし、自主自立の精神を養う。
- 健康に心掛け、明るく豊かな心と情操を育てる。
- 勤労に重んじ、博愛奉仕の精神を育てる。
- 学業尚び、独創的で視野の広い人間を育成する建学の精神を維持する。

校章
地名「津和野」の由来であるつわぶきの葉を背景にして、中央に「高」の文字を置いている。
校歌
作詞は川上清吉、作曲は長岡敏夫による。歌詞は4番まである。歌詞に校名は登場しない。1番に「西周」、「森鷗外」が登場する。

## 沿革
前史
- 1786年（天明6年）- 津和野藩第8代藩主亀井矩賢により藩校「養老館」が創立される。

高等女学校・新制高等学校（女子校）時代
- 1908年（明治41年）- 「養老館」の教育精神を継承し、藩校の跡地に「鹿足郡立高等女学校」が開校。
- 1922年（大正11年）4月1日 - 県立移管の上、「島根県立津和野高等女学校」と改称。
- 1941年（昭和16年）4月1日 - 本科卒業生を対象に補習科を設置。
- 1943年（昭和18年）4月1日 - 補習科を廃止し、その代わりに専攻科を設置。
- 1947年（昭和22年）4月1日 - 学制改革（六・三制の実施、新制中学校の発足）
  - 高等女学校の生徒募集を停止（1年生不在）。
  - 新制中学校を併設し（名称:島根県立津和野高等女学校併設中学校、以下・併設中学校）、高等女学校1・2年修了者を新制中学校2・3年生として収容。
  - 併設中学校はあくまで経過措置として暫定的に設置されたため、新たに生徒募集は行われず（1年生不在）、在校生が2・3年生のみの中学校であった。
  - 高等女学校3・4年生はそのまま高等女学校に在籍し、それぞれ4年生・専攻科生となった（4年修了時点で卒業することもできた）。
- 1948年（昭和23年）4月1日 - 学制改革（六・三・三制の実施、新制高等学校の発足）
  - 高等女学校が廃止され、新制高等学校「島根県立津和野第二高等学校」（女子校）が発足。
    - 高等女学校専攻科修了者を新制高校3年生、高等女学校4年修了者を新制高校2年生、併設中学校卒業生（3年修了者）を新制高校1年生として収容。
    - 併設中学校は新制高校に継承され（名称:島根県立津和野第二高等学校併設中学校）、在校生が1946年（昭和21年）に高等女学校へ最後に入学した3年生のみとなる。
- 1949年（昭和24年）3月31日 - 併設中学校を廃止（旧制4・5年から新制3年への修業年限の移行が完了）。

旧制中学校・新制高等学校（男子校）時代
- 1925年（大正14年）4月1日 - 「島根県立津和野中学校」（修業年限5年）が開校。
- 1943年（昭和18年）4月1日 - 中等学校令の施行により、この年の入学生から修業年限が4年に短縮される。
- 1944年（昭和19年）
  - 4月1日 - 前年に閣議決定された教育ニ関スル戦時非常措置方策により、修業年限4年施行[1]の前倒しが行われることとなる[2]。
  - 8月1日 - 学徒動員が開始。
- 1945年（昭和20年） 
  - 3月 - 決戦教育措置要綱[3]が閣議決定され、同年4月から翌年3月末まで授業が停止されることとなる。修業年限短縮の前倒しにより、4・5年合同の卒業式を挙行。
  - 4月1日 - 授業を停止（期間は1年間）。
  - 5月22日 - 戦時教育令が公布され、授業を無期限で停止することが法制化される。
  - 8月15日 - 終戦。
  - 9月 - 授業を再開。
- 1946年（昭和21年）4月1日 - 修業年限が5年に戻る（4年で卒業することもできた）。
- 1947年（昭和22年）4月1日 - 学制改革（六・三制の実施、新制中学校の発足）
  - 旧制中学校の生徒募集を停止（1年生不在）。
  - 新制中学校を併設し（名称:島根県立津和野中学校併設中学校、以下・併設中学校）、旧制中学校1・2年修了者を新制中学校2・3年生として収容。
  - 併設中学校はあくまで経過措置として暫定的に設置されたため、新たに生徒募集は行われず（1年生不在）、在校生が2・3年生のみの中学校であった。
  - 旧制中学校3・4年生はそのまま旧制中学校に在籍し、それぞれ4・5年生となった（4年修了時点で卒業することもできた）。
- 1948年（昭和23年）4月1日 - 学制改革（六・三・三制の実施、新制高等学校の発足）
  - 旧制中学校が廃止され、新制高等学校「島根県立津和野第一高等学校」（男子校）が発足。
    - 旧制中学校卒業生（5年修了者）を新制高校3年生、旧制中学校4年修了者を新制高校2年生、併設中学校卒業生（3年修了者）を新制高校1年生として収容。
    - 併設中学校は新制高校に継承され（名称:島根県立津和野第一高等学校併設中学校）、在校生が1946年（昭和21年）に旧制中学校へ最後に入学した3年生のみとなる。
- 1949年（昭和24年）3月31日 - 併設中学校を廃止（旧制4・5年から新制3年への修業年限の移行が完了）。

新制高等学校（男女共学）
- 1949年（昭和24年）4月1日 - 高校三原則に基づく島根県内公立高校の再編により、上記2校が統合され、男女共学の「島根県立津和野高等学校」（現校名）が発足。
- 1951年（昭和26年）4月1日 - 商業科を新設。
- 1952年（昭和27年）4月1日 - 家庭科を新設し、普通科・商業科・家庭科の3科を有する総合制高等学校となる。
- 1953年（昭和28年）4月1日 - 定時制六日市分校を設置。
- 1958年（昭和33年）4月1日 - 定時制六日市分校を島根県立益田産業高等学校七日市分校（現・島根県立吉賀高等学校）に移管・統合。
- 1963年（昭和38年）4月1日 - 家庭科の募集を停止。
- 1965年（昭和40年）3月31日 - 家庭科を廃止。
- 1975年（昭和50年）- 新校舎が完成。
- 1979年（昭和54年）- 新寄宿舎「つわぶき寮」を開寮。
- 1990年（平成2年）8月 - 第72回全国高等学校野球選手権大会（夏の甲子園大会）に初出場。
- 1999年（平成11年）- 高校魅力アップ事業「津和野学'99」スタート
- 2003年（平成15年）4月1日 - 商業科の募集を停止。
- 2005年（平成17年）3月31日 - 商業科を廃止。
- 2008年（平成20年）9月 - 創立100周年記念式典を挙行。
- 2024年（令和6年）- 新寄宿舎「正徳寮」を開寮。

## 部活動
運動部
- 野球部
- バレーボール部
- 陸上競技部
- 卓球部
- 弓道部
- ソフトテニス部

文化部
- 吹奏楽部
- 合唱部
- 美術部
- グローカル・ラボ[4]

## 著名な出身者
- 桑原史成（報道写真家）
- 田中誠（テノール歌手）
- 舛成孝二（アニメ監督）
- 橋本以蔵（脚本家）
- ムラムラタムラ（お笑い芸人）